# アウレリオ・ペッチェイ

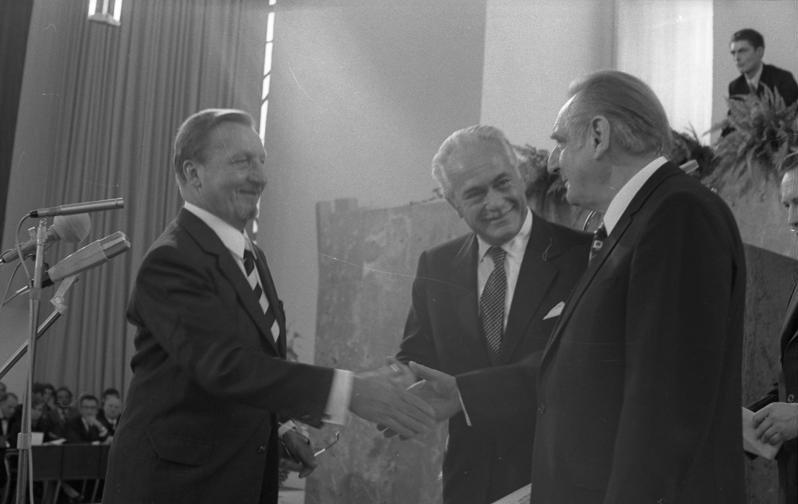
アウレリオ・ペッチェイ(中央)

アウレリオ・ペッチェイ（Aurelio Peccei、1908年7月4日 - 1984年3月14日）は、イタリアの経済学者、実業家。ローマクラブの創設者、初代会長として知られる。

## 生涯
1908年、イタリアのトリノに生まれる。トリノ大学卒業。経済学博士。
第2次世界大戦中は、レジスタンス運動の闘士として活躍。地下活動のなか1944年に逮捕・投獄された。
大戦後、イタリアの自動車メーカーであるフィアットの再建に尽力した。1964年、請われてオリベッティ社の会長に就任した。
1970年にローマクラブを設立、初代会長となる。
1972年、ローマクラブのレポート『成長の限界―ローマ・クラブ人類の危機レポート』（日本語訳：ダイヤモンド社、1972年）が世界各国で話題に。ペッチェイは、各国の知識人、経営者らに対して、人類と地球が置かれた危機的状況とともに、人類は地球と平和的に共存していかねばならないと訴えた。

## 著書（日本語訳）
- 横たわる断層―新しい世界システムへの提言（ダイヤモンド社 、牧野昇訳、1970年）
- 人類の使命―ローマ・クラブはなぜ生れたか（ダイヤモンド社、大来佐武郎訳、1979年）
- 未来のための100ページ―ローマ・クラブ会長の省察（読売新聞社、大来佐武郎訳、1981年）

### 共著
- 二十一世紀への警鐘（池田大作と共著、読売新聞社、1984年）